# Acer kansuense
Acer kansuense é uma espécie de árvore do gênero Acer, pertencente à família Aceraceae.